# Star Channel (Amérique latine)
Pour l’article homonyme, voir Star Channel (Grèce).
Star Channel (anciennement Fox Channel) est une chaîne de télévision payante latino-américaine.

## Signal
En Amérique latine, le signal du Canal Fox est divisée en 8 zones ou des feeds, en plus de bâtiments d'entreprise. de telle sorte que si la Colombie dispose de studios et bureaux du signal en Argentine avec l'étude de Fox Toma 1 où toutes les versions Utilisima Amérique latine enregistrées. Brésil transmis comme séparé, laissant le Mexique, le Chili et le Pérou pays qui ont leurs propres feeds. La Colombie est le seul fournisseur international grâce à la production Fox Telecolombia et qui ont été réalisés Tiempo final, Mental, Kdabra et d'autres séries de traitement.
La distribution des signaux est effectuée de la manière suivante.
- Feed 1:  Mexique.
- Feed 2:  Colombie et  Équateur.
- Feed 3:  Venezuela,  Bolivie et dans les Caraïbes.
- Feed 4:  Chili.
- Feed 5:  Argentine,  Paraguay et  Uruguay
- Feed 6: Amérique centrale.
- Feed 7:  Pérou.
- Feed 8:  Brésil.

## Programmation
- Les Simpson
- Cumbia Ninja
- Futurama
- New Girl
- Modern Family